# Gongylidioides acmodontus
Gongylidioides acmodontus là một loài nhện trong họ Linyphiidae.
Loài này thuộc chi Gongylidioides. Gongylidioides acmodontus được Tu & Li miêu tả năm 2006.